# Trò chơi ghép hình

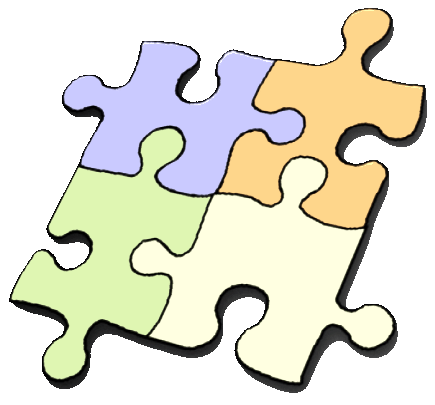

Trò chơi ghép hình là một trong những trò chơi quen thuộc nhất ngày nay. Nó cũng là một trong những trò chơi hiện đại có lịch sử dài nhất thế giới.

## Lịch sử
Trò chơi ghép hình được ra đời không từ nhu cầu giải trí đơn thuần. Nó được phát minh vào năm 1762 bởi một giáo viên người Anh có tên là John Spilsbury. Ông phát minh ra nó để dạy môn địa lý cho những người học trò của mình. Để có được điều đó, Spilsbury đã dùng keo dán dán các bản đồ lên tấm gỗ cứng rồi cưa thành từng quốc gia riêng rẽ.
Trò chơi ghép hình vẫn chỉ là một phương pháp giảng dạy cho đến khi những nhà sản xuất quyết định di chuyển vào thị trường dành cho người lớn vào năm 1907. Đến năm 1908, phong trào chơi ghép hình bắt đầu phát triển ở phía đông nước Mỹ. Thời kỳ phát triển nhất của trò chơi này bắt đầu từ năm 1920 và đạt đỉnh điểm vào năm 1933. Nguyên nhân của việc trò chơi ghép hình đạt đến đỉnh điểm vào năm 1933 lại thật bất ngờ. Năm 1933, thế giới nói chung và nước Mỹ nói riêng chứng kiến cuộc đại suy thoái kinh tế 1929-1933. Lúc này nhiều người rơi vào tình cảnh thất nghiệp, phải ở nhà mà không biết làm gì. Để giết thời gian, họ đã chơi trò xếp hình và cảm thấy có một sự thú vị với trò chơi này.
Cũng vào thời điểm, trò chơi ghép hình bắt đầu một vai trò mới: quảng cáo. Đầu tiên một công ty về bàn chải đánh răng đã kích thích việc mua hàng bằng việc tặng một bộ ghép hình nếu một khách hàng nào đó mua bàn chải do họ sản xuất. Và nó trở thành trào lưu làm ăn trong các năm tiếp theo. Điều này giúp cho ghép hình vẫn tồn tại đến bây giờ. 

## Vai trò trong cuộc sống hiện nay
Trò chơi ghép hình vẫn được nhiều người ưa chuộng, đặc biệt là trẻ em. Sở dĩ nó vẫn được yêu thích như vậy, dù công nghệ hiện đại đem cho chúng ta nhiều trò chơi khác, bởi vì nó kích thích trí thông minh và sự tưởng tượng cho đứa trẻ.

## Sự tồn tại
Hiện nay, vẫn còn những nơi bán bộ ghép hình gồm các miếng ghép tách rời. Tuy nhiên, cùng với sự phát triển của thời đại, trò chơi ghép hình đã được số hóa và trở thành một trò chơi được ưa chuộng trên máy tính.

## Những kỷ lục

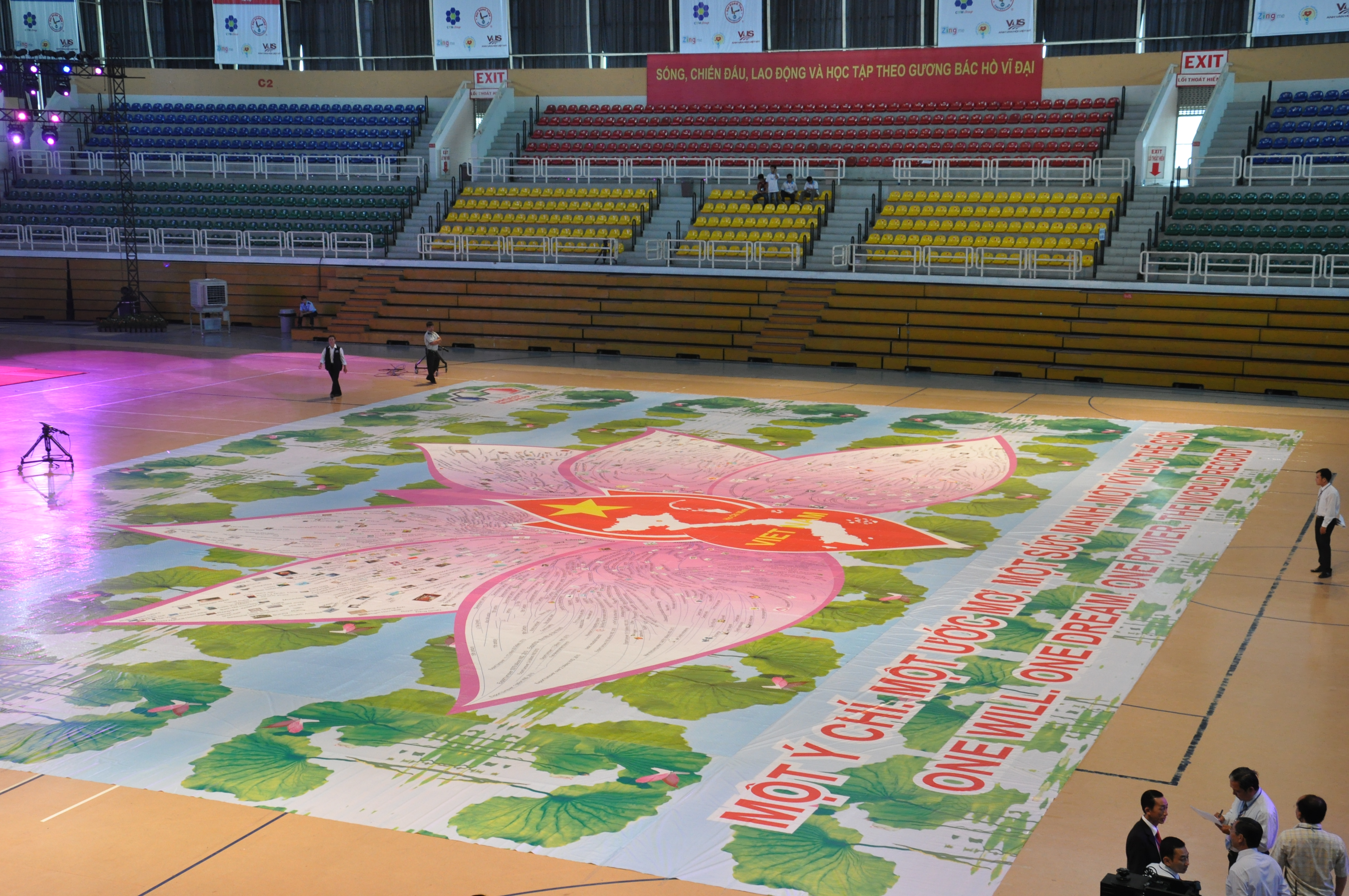
Kỷ lục Guinness 2011 của CYM Group

Kỷ lục Guinness thế giới về tranh ghép mảnh thuộc về người Việt Nam. Kỷ lục được lập vào ngày 25/09/2011 tại Nhà thi đấu Phú Thọ, Thành phố Hồ Chí Minh, với con số chính xác là 515232 mảnh ghép. Đây là một bức tranh ghép khổng lồ dưới dạng bản đồ tư duy có nội dung về lịch sử, văn hoá, địa lý, con người... đất nước Việt Nam.
Tổ chức thực hiện kỷ lục này là CYM Group của Trường Đại học Kinh tế Thành phố Hồ Chí Minh. Tác giả kỷ lục là Tiến sĩ Đỗ Kiên Trung. Bản đồ tư duy Việt Nam có diện tích phần ghép tay là 345 mét vuông, mỗi mảnh ghép có kích thước 2.5 x 2.5 cm, vượt qua kỷ lục trước đó của Singapore được lập vào năm 2002 với bức tranh ghép 213.323 mảnh. Bản đồ tư duy Việt Nam có tổng diện tích là 660 mét vuông, vượt qua kỷ lục mà Trung Quốc thiết lập vào năm 2010 (600 mét vuông)..